# Nationaal Comité 4 en 5 mei

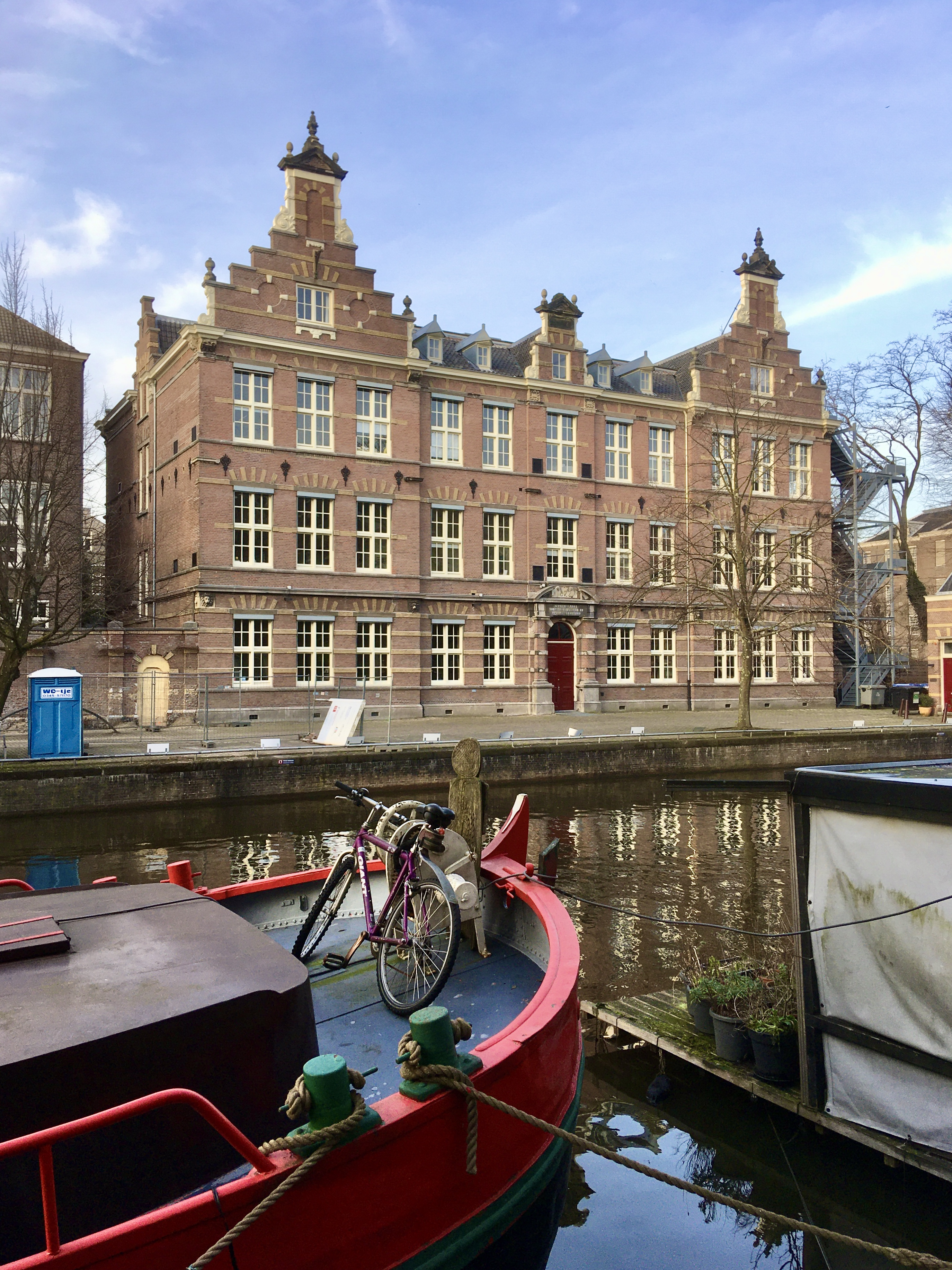
Nationaal Comité 4 en 5 mei is gehuisvest in een voormalig schoolgebouw uit 1876 aan de Nieuwe Prinsengracht in Amsterdam

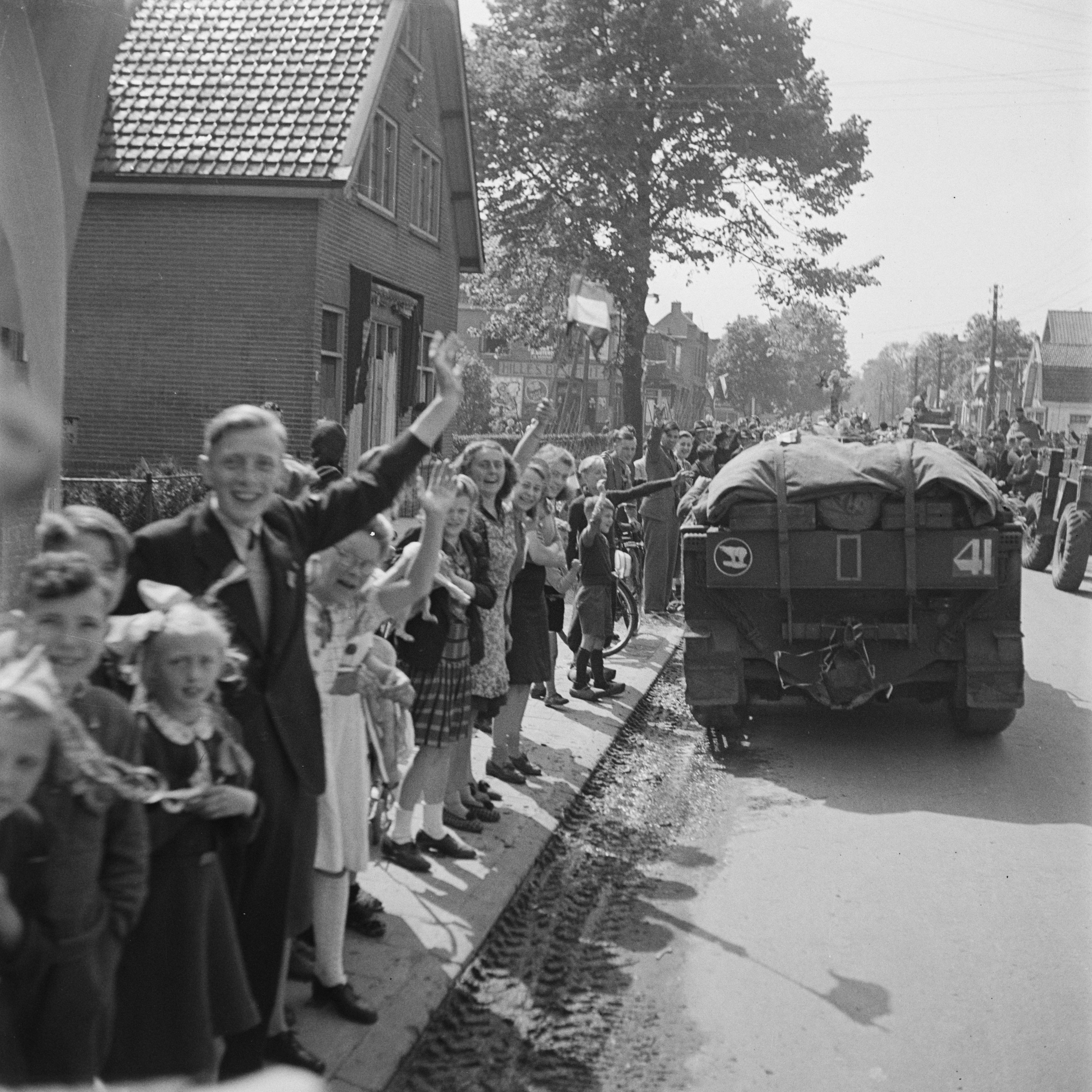
Bevrijding van Utrecht door Canadese militairen, 7 mei 1945

Het Nationaal Comité 4 en 5 mei is een Nederlandse overheidsstichting die in eerste instantie de Nationale Dodenherdenking op 4 mei bij het Nationaal Monument op de Dam in Amsterdam en de Nationale Viering van de Bevrijdingsdag op 5 mei organiseert.
Het comité is in 1987 opgericht en wordt gefinancierd door de overheid. In het bestuur zitten naast onafhankelijke leden ook ambtenaren van enkele ministeries. De leden van het Nationaal Comité 4 en 5 mei worden bij koninklijk besluit benoemd op voordracht van de minister-president en de staatssecretaris van VWS voor een periode van zes jaar. De leden zijn in principe niet herbenoembaar.

## Opdracht
Het comité is (mede)verantwoordelijk voor de organisatie van de Nationale Dodenherdenking op 4 mei op de Dam en de nationale viering van de bevrijding op 5 mei, de 14 bevrijdingsfestivals en het afsluitende 5 mei-concert op de Amstel.
De viering van de bevrijding is sinds 1990 sterk uitgebreid. Deze viering start sinds 2012 elk jaar in een andere provincie. Hierbij is de minister-president aanwezig. Het ontsteken van het bevrijdingsvuur is het startsein voor de bevrijdingsfestivals en alle andere festiviteiten in heel Nederland. 's Avonds wordt de viering van de bevrijding afgesloten met het 5 mei-concert op de Amstel in aanwezigheid van koning Willem Alexander.
Formeel noemt het instellingsbesluit van het comité de volgende taken:
Het Nationaal Comité heeft tot doel en taak:
1. het geven van richting aan de zingeving van herdenken en vieren;
2. de organisatie van de jaarlijkse nationale herdenking op 4 mei;
3. de organisatie van de jaarlijkse nationale viering van de bevrijding op 5 mei;
4. het voeren van een voorlichtingsbeleid dat tot doel heeft de betrokkenheid bij en participatie aan herdenken en vieren te vergroten;
5. het bevorderen van de afstemming van landelijke en plaatselijke manifestaties.[4]

## Geschiedenis
Het Nationaal Comité 4 en 5 mei is in 1987 bij koninklijk besluit ingesteld. Voor dat jaar bestonden er voor 4 mei en 5 mei aparte organisaties: het Nationaal Comité Viering Bevrijding en het Comité Nationale Herdenking. Samenwerking tussen de twee organisaties verliep moeizaam en pas na regeringsbemoeienis is het tot één comité gekomen.

## Taken
Het is tevens een taak van het comité om de betrokkenheid bij herdenken en vieren te vergroten en de samenhang en afstemming tussen alle activiteiten op 4 en 5 mei te verbeteren. Daarom verzorgt het activiteiten op het gebied van educatie en wil het een kennispunt zijn voor iedereen die zich bezighoudt met- of zich wil verdiepen in herdenken en vieren in Nederland. Het comité onderhoudt ook een uitgebreide online database van oorlogsmonumenten. Deze beschrijft meer dan 3.600 monumenten en biedt zowel de feitelijke gegevens van elk monument als de achtergrond en de geschiedenis ervan. Meestal is er een foto bijgevoegd.
In 2011 kreeg het comité de subsidietaak op het gebied van voorlichting en educatie over de oorlog die eerder was toebedeeld aan het ministerie van Volksgezondheid, Welzijn en Sport. Het comité verdeelt nu jaarlijks een budget van 900.000 euro. Het ondersteunt sindsdien ook de beleidsontwikkeling van musea en nationale herinneringscentra en kan toegepast onderzoek laten uitvoeren. Ook de steun aan vrijwilligersorganisaties van lotgenoten ligt nu bij het comité.

## Financiering
Het comité krijgt een instellingssubsidie van het ministerie van Volksgezondheid, Welzijn en Sport en een aanvullende bijdrage van het ministerie van Algemene Zaken. Met Defensie heeft het comité een overeenkomst waarin steun bij het 5 mei-concert en de Bevrijdingsfestivals is afgesproken, zo worden de 'Ambassadeurs van de Vrijheid' (artiesten die optreden op de 14 bevrijdingsfestival in heel Nederland) kosteloos rondgevlogen. Ook van het vfonds ontvangt het comité een vaste jaarlijkse subsidie van ongeveer € 900.000 voor de organisatie van de bevrijdingsfestivals.

## Bestuur en werkwijze
De minister-president en de minister van Volksgezondheid, Welzijn en Sport benoemen het bestuur. Daarnaast zijn volgens het instellingsbesluit de commissaris van de Koning in de provincie Zuid-Holland en de Commandant der Strijdkrachten van het Ministerie van Defensie lid van het Nationaal Comité.
Met diverse ministeries werkt het comité samen op projectbasis. De debatten op 5 mei worden ondersteund door het Ministerie van Binnenlandse Zaken en Koninkrijksrelaties. Voor het Schooltv-weekjournaal wordt er samengewerkt met het Ministerie van Onderwijs, Cultuur en Wetenschappen. De oproep voor twee minuten stilte in het verkeer op 4 mei gebeurt in afstemming met het Ministerie van Verkeer en Waterstaat.
Voorzitter Nationaal Comité 4 en 5 mei
| Termijn    | Naam                            |
| ---------- | ------------------------------- |
| 1987-1991  | Judith Belinfante               |
| 1991-1995  | Willemien van Montfrans-Hartman |
| 1995-2004  | Pauline Kruseman                |
| 2004-2009  | Els Swaab                       |
| 2009-2015  | Joan Leemhuis-Stout             |
| 2015-2021  | Gerdi Verbeet                   |
| 2021-heden | Wim van de Donk                 |

## Kritiek

### Gauck
De nationale viering van de bevrijding start elk jaar in een andere provincie. De bevrijdingsprovincie was in 2012 de provincie Noord-Brabant. De officiële start vond in 2012 in Breda plaats. Toen de Duitse president Gauck werd uitgenodigd om in 2012 in Breda de bevrijdingslezing te geven, ontstond er opschudding en zijn komst leidde tot een protestactie. Zijn rede werd echter goed ontvangen.

### SS-gedicht
Verder kreeg het comité in 2012 stevige kritiek op zijn besluit een gedicht over een Nederlandse SS'er op de Dam te laten voorlezen tijdens de nationale dodenherdenking 2012. Het gedicht werd na bezwaren teruggetrokken.

### Broederliefde
De Rotterdamse rapgroep Broederliefde waarvan de zwarte groepsleden van Curaçaose, Dominicaanse en Kaapverdische afkomst zijn, zouden in 2017 dienstdoen als 'Ambassadeur van de Vrijheid' op Bevrijdingsdag 2017. Het Nationaal Comité 4 en 5 mei besloot in maart 2017 dat dit niet doorging. Dit naar aanleiding van opnames gemaakt na de finale van de KNVB beker 2015/16 waarop te zien is dat de Kaapverdiaan Emerson Akachar alias Emms, de antisemitische leus: "Hamas, Hamas, Joden aan het gas!" roept. Later die maand besloot Broederliefde helemaal af te zien van optredens op bevrijdingsfestivals.

### Abdelkader Benali
De voorgenomen voordracht van de Marokkaanse moslim Abdelkader Benali voor de dodenherdenking van 2021 stuitte op grote weerstand van Joodse organisaties en vanuit de Nederlandse bevolking vanwege de door hem vijftien jaar eerder gedane kwetsende uitspraken over de Amsterdamse Joden, oftewel de Nederlandse Joden. De schrijver trok zich na de kritiek terug als spreker.